# 1930 en musique classique
| \| • Retour à la chronologie générale de la musique classique • \| |
| Grèce • Rome • Haut Moyen Âge • VIIIe siècle • IXe siècle • Xe siècle • XIe siècle XIIe siècle • XIIIe siècle • XIVe siècle • XVe siècle • XVIe siècle • XVIIe siècle XVIIIe siècle • XIXe siècle • XXe siècle • XXIe siècle |
| • Retour à la chronologie générale de la musique classique • |

| Années en musique classique : 1927 - 1928 - 1929 - 1930 - 1931 - 1932 - 1933    |
| Décennies en musique classique : 1900 - 1910 - 1920 - 1930 - 1940 - 1950 - 1960 |

## Événements

### Créations
- 19 janvier : Leben des Orest, opéra d'Ernst Křenek, créé à Leipzig.
- 21 janvier : la Symphonie no 3, de Chostakovitch, créée par l'Orchestre philharmonique de Leningrad et le Chœur académique Capella sous la direction d'Alexandre Gaouk.
- 1er février : Von heute auf morgen, d'Arnold Schoenberg, créé à Francfort sous la direction de William Steinberg.
- 6 février : Petite Suite, d'Albert Roussel, créé par l'Orchestre des concerts Straram.
- 16 février : Three Places in New England, de Charles Ives, créé à New York par Nicolas Slonimsky.
- 9 mars : Grandeur et décadence de la ville de Mahagonny, opéra de Kurt Weil sur un livret de Bertolt Brecht créé à Leipzig.
- 11 avril :  De la maison des morts, opéra de Leoš Janáček créé à Brno.
- 12 avril : Quatuor à cordes no 3 de Vincent d'Indy, créé par le Quatuor Calvet à la Société nationale de musique.
- 5 mai : Christophe Colomb, opéra de  Darius Milhaud sur un livret de Paul Claudel créé au Staatsoper de Berlin.
- 18 juin : Le Nez, opéra de Chostakovitch, créé  au Théâtre Maly de Léningrad.
- 2 octobre : Concerto pour piano de John Ireland créé à Londres.
- 24 octobre : la Symphonie no 3, d'Albert Roussel, créée à Boston sous la direction de Serge Koussevitzky.
- 26 octobre : L'Âge d'or, ballet de Chostakovitch, créé au Kirov à Léningrad, chorégraphie de Vassili Vainonen.
- 8 novembre : L'Auberge du Cheval-Blanc (Im weißen Rößl), opérette de Ralph Benatzky, créée à Berlin.
- 13 novembre : Danses de Marosszék (version pour orchestre), de Zoltán Kodály, créée à Dresde.
- 14 novembre : la Symphonie no 4 en ut majeur op. 47, de Prokofiev, créée par l'Orchestre symphonique de Boston, sous la direction de Serge Koussevitsky.
- 18 novembre : la Sinfonietta en la majeur, de Prokofiev, créée par Konstantin Saradzhev.
- 28 novembre : la Symphonie no 2 (Symphonie Romantique), de Howard Hanson, créée à Boston dirigée par Serge Koussevitzky.
- 30 novembre : le Divertissement de Jacques Ibert, créé à Paris, salle Pleyel, par l'Orchestre symphonique de Paris dirigé par Vladimir Golschmann.
- 12 décembre : Les Aventures du roi Pausole, opérette d'Arthur Honegger, créée au Théâtre des Bouffes-Parisiens.

Date indéterminée
- le Quatuor à cordes no 7 en ut majeur est composé par Alexandre Glazounov.

### Autres
- Fondation de l'Orchestre symphonique d'Indianapolis.
- Fondation de l'Orchestre symphonique de la BBC.
- Fondation de l'Orchestre symphonique Tchaïkovski de la Radio de Moscou.

## Naissances

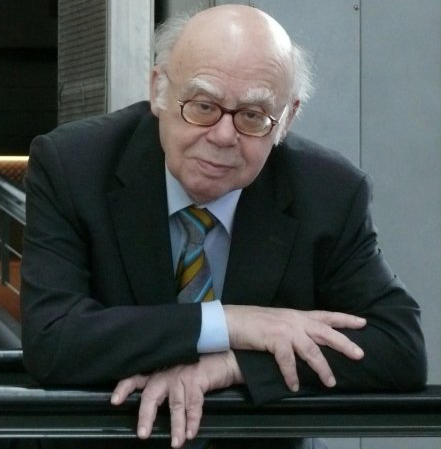
Constantin Floros

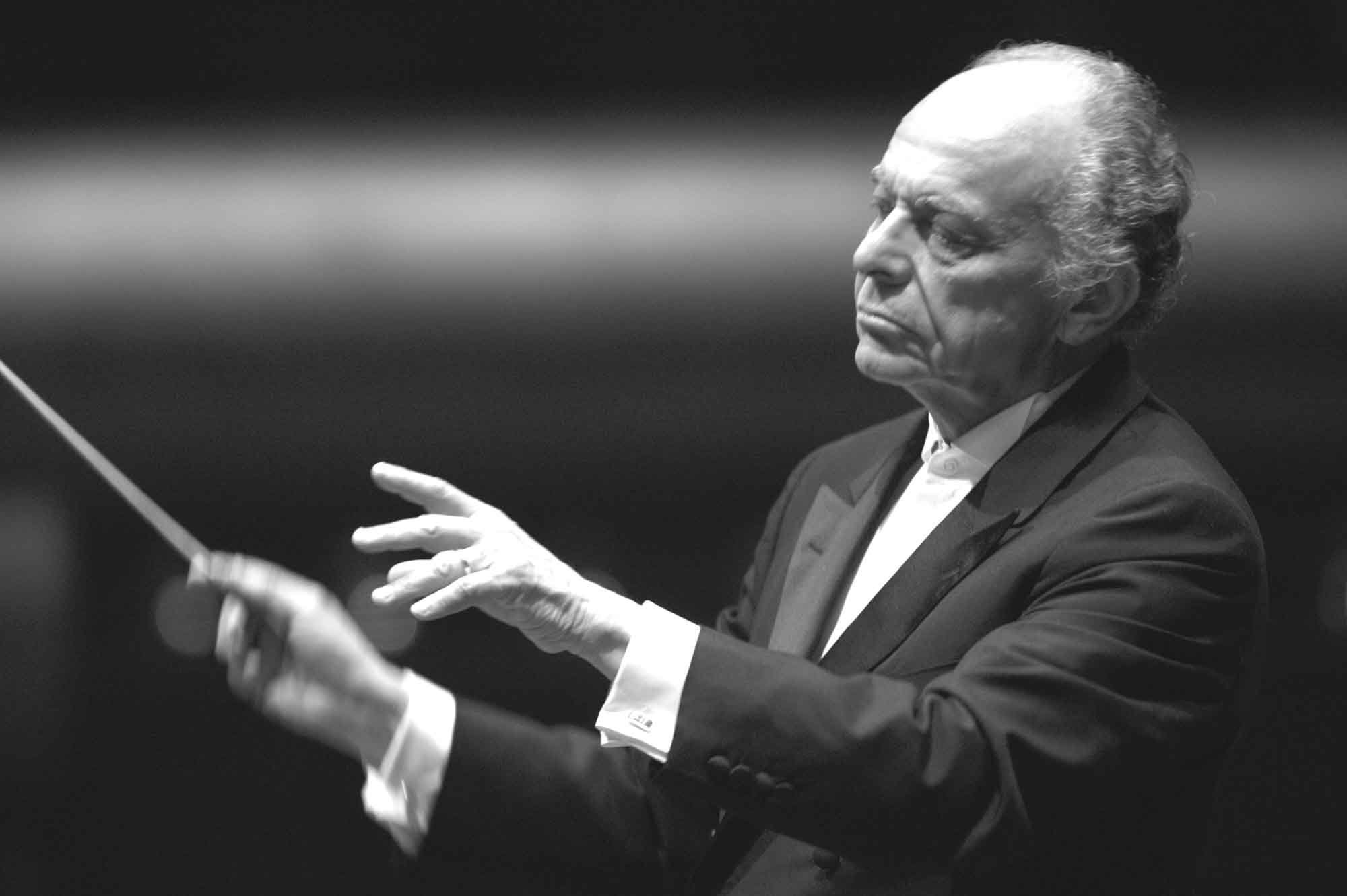
Lorin Maazel

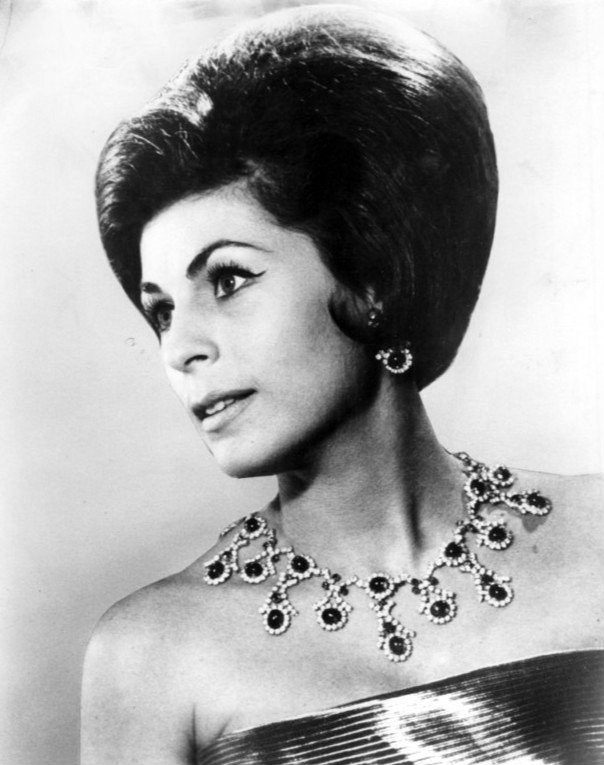
Roberta Peters

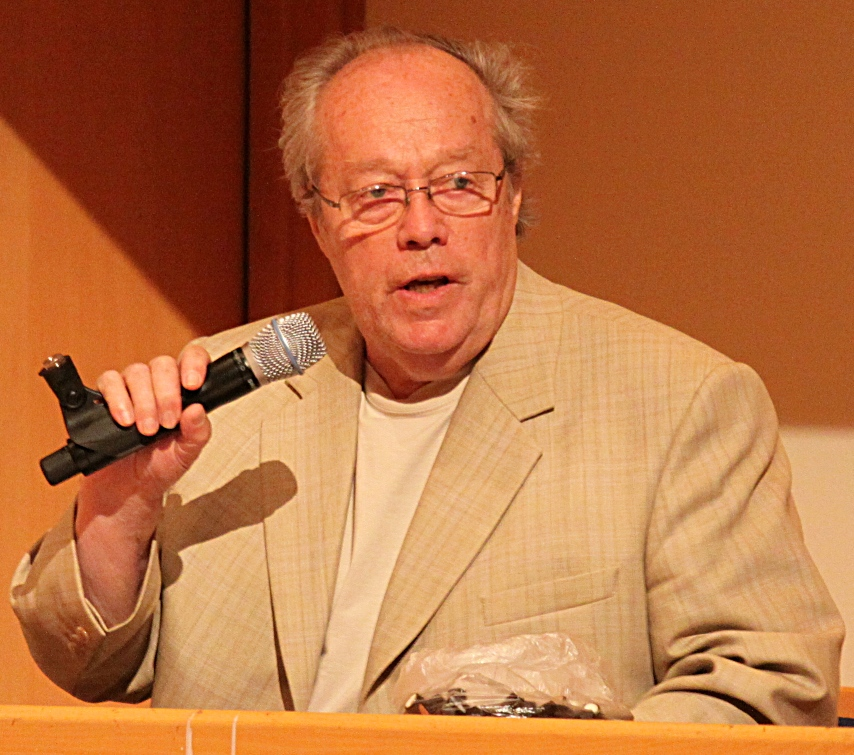
Jorma Panula

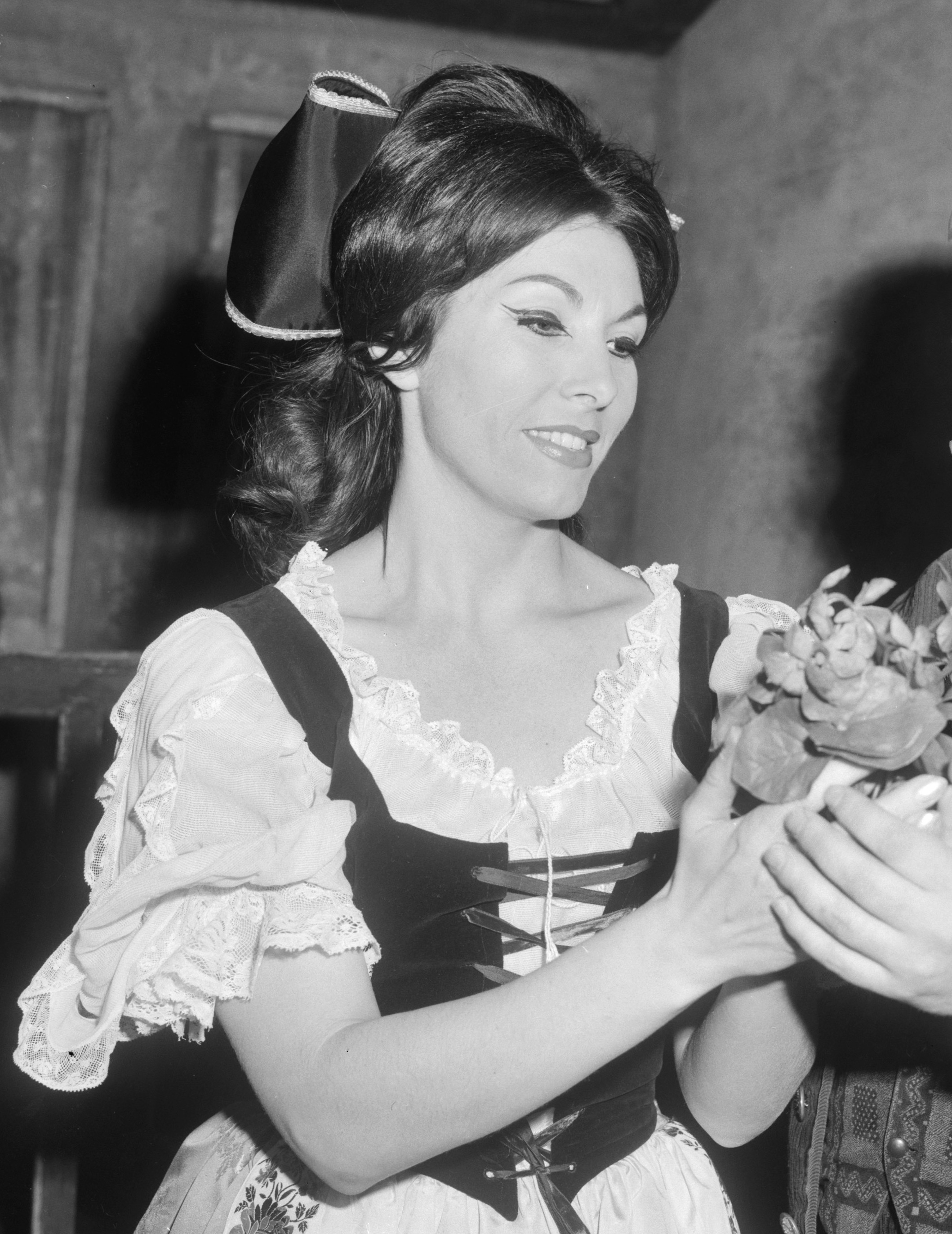
Rosanna Carteri

- 1er janvier : Zhanna Kolodub, compositrice ukrainienne
- 4 janvier :
  - Christoph Albrecht, organiste, musicologue, pédagogue, chef d'orchestre et compositeur allemand
  - Constantin Floros, musicologue greco-allemand.
  - Gábor Gabos, pianiste hongrois († 27 août 2014).
- 5 janvier : Maynard Solomon, biographe américain († 28 septembre 2020).
- 11 janvier : Francesco De Masi, compositeur de musiques de films et chef d'orchestre italien († 6 novembre 2005).
- 15 janvier : Michel Chapuis, organiste français († 12 novembre 2017).
- 28 janvier : Luis de Pablo, compositeur espagnol († 10 octobre 2021).
- 3 février : Christian Lardé, flûtiste français († 16 novembre 2012).
- 5 février : Ulf Söderblom, chef d'orchestre finlandais († 4 février 2016).
- 12 février : Herbert Tachezi, organiste, claveciniste, professeur et compositeur autrichien.
- 20 février : Pierre Gabaye, compositeur français († 2000).
- 26 février : Lazar Berman, pianiste soviétique († 6 février 2005).
- 1er mars :
  - Pierre-Max Dubois, compositeur français († 29 août 1995).
  - Gagik Hovounts, compositeur arménien († 1er septembre 2019).
- 6 mars : Lorin Maazel, chef d'orchestre, compositeur et violoniste américain († 13 juillet 2014).
- 9 mars : Thomas Schippers, chef d'orchestre américain († 16 décembre 1977).
- 10 mars : John Blot, pianiste classique.
- 11 mars : Anneke Uittenbosch, claveciniste néerlandaise († 25 septembre 2023).
- 14 mars : 
  - Ludwig Finscher, musicologue allemand († 30 juin 2020).
  - Dieter Schnebel, compositeur allemand († 20 mai 2018).
- 17 mars : Setrak, pianiste français d’origine arménienne († 21 octobre 2006).
- 24 mars : Cristóbal Halffter, compositeur et chef d'orchestre espagnol († 23 mai 2021).
- 28 mars : Robert Ashley, compositeur américain († 3 mars 2014).
- 2 avril : Girolamo Arrigo, compositeur italien († 18 décembre 2018).
- 5 avril : Mary Costa, actrice et cantatrice américaine.
- 6 avril : Alan Walker, musicologue et compositeur britannique.
- 11 avril :
  - Francesco d'Avalos, compositeur et chef d’orchestre italien († 26 mai 2014).
  - Kazuo Fukushima, compositeur japonais.
- 18 avril :
  - Jean Guillou, organiste et compositeur français († 26 janvier 2019).
  - Dénes Kovács, violoniste hongrois († 11 février 2005).
- 2 mai : Robert Layton, musicologue britannique († 9 novembre 2020).
- 4 mai :
  - Paul Kuentz, chef d'orchestre français.
  - Roberta Peters, soprano colorature américaine († 18 janvier 2017).
- 6 mai : Philippe Beaussant, expert en musique baroque française († 8 mai 2016).
- 8 mai : Heather Harper, soprano irlandaise († 22 avril 2019).
- 14 mai : Władysław Słowiński, compositeur et chef d'orchestre polonais († 5 septembre 2024).
- 16 mai : Friedrich Gulda, claveciniste, pianiste autrichien († 27 janvier 2000).
- 24 mai : Hans-Martin Linde, flûtiste et compositeur allemand.
- 27 mai : Eino Tamberg, compositeur estonien et professeur de composition musicale († 24 décembre 2010).
- 1er juin : Erich Bergel, chef d'orchestre roumain naturalisé allemand († 3 mai 1998).
- 4 juin : 
  - Henri-Emmanuel Koch, violoniste belge († 15 mars 2005).
  - Alfred Prinz, clarinettiste et compositeur autrichien († 20 septembre 2014).
- 17 juin : Romuald Twardowski, compositeur polonais († 13 janvier 2024).
- 3 juillet : Carlos Kleiber, chef d'orchestre autrichien († 13 juillet 2004).
- 9 juillet : Hans-Rudolf Stalder, clarinettiste classique suisse, notamment sur cor de basset et clarinette de basset († 28 juillet 2017).
- 10 juillet : Josephine Veasey, mezzo-soprano anglaise.
- 17 juillet : Ryōhei Hirose, compositeur japonais († 24 novembre 2008).
- 25 juillet :
  - Maureen Forrester, contralto canadienne († 16 juin 2010).
  - Ramón Iriarte, baryton vénézuélien.
- 5 août : Emin Khatchatourian, compositeur et chef d'orchestre russe († 5 août 2000).
- 7 août : Veljo Tormis, compositeur estonien ( 21 janvier 2017).
- 10 août : Jorma Panula, chef d'orchestre, compositeur et professeur finlandais.
- 17 août : Jacques Pottier, ténor français d’opéra († 3 septembre 2023).
- 20 août : Mario Bernardi, chef d'orchestre, pianiste et organiste canadien d'origine italienne († 2 juin 2013).
- 7 septembre : Paul-Baudouin Michel, compositeur belge († 30 octobre 2020).
- 17 septembre : Theo Loevendie, compositeur et clarinettiste néerlandais.
- 18 septembre : Anton Ginsburg, pianiste russe († 19 juillet 2002).
- 23 septembre : Gerardo Guevara, compositeur équatorien († 23 décembre 2024).
- 26 septembre :
  - Alice Harnoncourt, violoniste autrichienne († 20 juillet 2022).
  - Fritz Wunderlich, ténor allemand, chanteur d'opéras et d'oratorios († 17 septembre 1966).
- 29 septembre : Richard Bonynge, chef d'orchestre, pianiste et musicologue australien.
- 4 octobre : József Soproni, compositeur hongrois († 24 avril 2021).
- 8 octobre : Tōru Takemitsu, compositeur japonais († 20 février 1996).
- 11 octobre : Emilia Fadini, claveciniste, musicologue et professeur italienne († 16 mars 2021).
- 14 octobre : Jean-Pierre Eustache, flûtiste français († 1er juillet 2014).
- 16 octobre :
  - Margreta Elkins, mezzo-soprano australienne († 1er avril 2009).
  - Jacques Vandeville, hautboïste français († 17 mars 2023).
- 17 octobre : Angelo Paccagnini, compositeur et pédagogue italien († 2 juillet 1999).
- 30 octobre : Stanley Sadie, musicologue britannique, spécialiste de Wolfgang Amadeus Mozart († 21 mars 2005).
- 9 novembre : Ivan Moravec, pianiste tchèque († 27 juillet 2015).
- 11 novembre : Vernon Handley, chef d'orchestre britannique († 10 septembre 2008).
- 14 novembre : Peter Katin, pianiste britannique († 19 mars 2015).
- 17 novembre : Sondra Bianca, pianiste américaine.
- 18 novembre : Kazimierz Kord, chef d'orchestre polonais († 29 avril 2021).
- 21 novembre : Bernard Lagacé, organiste, claveciniste et professeur québécois († 11 février 2025).
- 14 décembre : Rosanna Carteri, soprano italienne († 25 octobre 2020).
- 15 décembre : Roland Audefroy, saxophoniste et chef d'orchestre français.
- 16 décembre : Lewis Lockwood, musicologue américain.
- 17 décembre : Makoto Moroi, compositeur et critique musical japonais († 2 septembre 2013).
- 27 décembre :
  - Lamara Chkonia, soprano géorgienne († 14 mars 2024).
  - Jacqueline Fontyn, compositrice et pédagogue belge.
  - Wolfgang Plath, musicologue allemand spécialisé dans les études sur Mozart († 19 mars 1995).

Date indéterminée
- Michel Chauveton, violoniste français.
- Claude Desurmont, clarinettiste français.
- Jean Wallet, organiste, improvisateur et professeur d'orgue français († 17 septembre 2012).

## Décès

Louise Kirkby Lunn

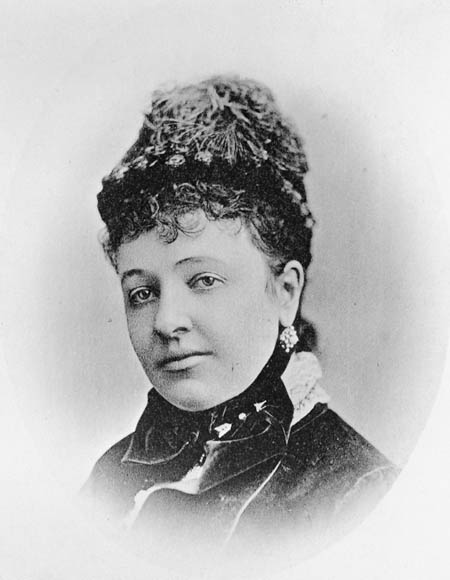
Emma Albani

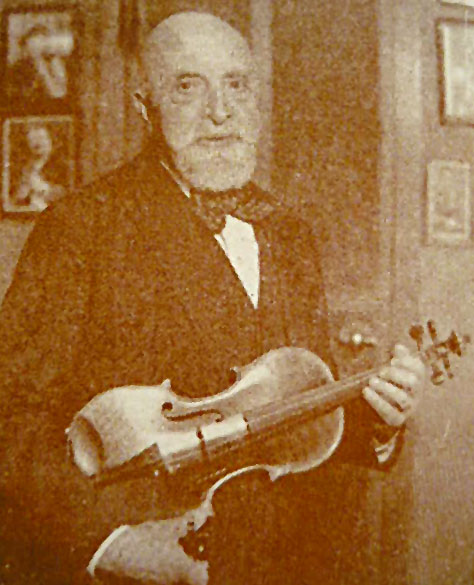
Leopold Auer

- 24 janvier : Mario Sammarco, baryton italien (° 13 décembre 1868).
- 27 janvier : Jean Huré, organiste et compositeur français (° 17 septembre 1877).
- 28 janvier : Emmy Destinn, soprano tchèque (° 26 février 1878).
- 12 février : Eva Dell'Acqua, chanteuse et compositrice belge (° 28 février 1856).
- 13 février : Conrad Ansorge, pédagogue, pianiste et compositeur allemand (° 15 octobre 1862).
- 16 février : Anatoli Brandoukov, violoncelliste russe (° 6 janvier 1859).
- 17 février : Louise Kirkby Lunn, contralto anglaise (° 8 novembre 1873).
- 28 février : Juan Aberle, compositeur italien (° 3 février 1846).
- 1er avril : Cosima Wagner, fille de Franz Liszt et épouse 1°) de Hans von Bülow, 2°) de Richard Wagner, directrice du Festival de Bayreuth (° 25 décembre 1837).
- 22 avril : Roberta Geddes-Harvey, compositrice, organiste et chef de chœur canadienne (° 25 décembre 1849).
- 13 mars : August Stradal, pianiste et compositeur tchèque (° 17 mai 1860).
- 30 mars : Georges Longy, hautboïste, chef d'orchestre et compositeur d'origine française († 29 août 1868).
- 3 avril : Emma Albani, soprano canadienne (° 1er novembre 1847).
- 9 avril : Rose Caron, soprano française (° 17 novembre 1857).
- 1er mai : Marguerite Vaillant-Couturier, soprano française (° 12 mai 1855).
- 8 mai : Joseph Adamowski, violoncelliste américain d'origine polonaise (° 4 juillet 1862).
- 30 juin : Cecilia Arizti, compositrice, professeur de musique et pianiste cubaine (° 28 octobre 1856).
- 15 juillet : Leopold Auer, violoniste hongrois (° 7 juin 1845).
- 29 juillet : Alexander von Fielitz, compositeur, chef d'orchestre et professeur de musique allemand (° 28 décembre 1860).
- 4 août : Siegfried Wagner, compositeur et chef d'orchestre allemand, fils de Richard Wagner et petit-fils de Franz Liszt (° 6 juin 1869).
- 1er octobre : Riccardo Drigo, compositeur et chef d'orchestre italien (° 30 juin 1846).
- 3 octobre : Friedrich Ludwig, musicologue allemand (° 8 mai 1872).
- 14 novembre : Edmund Meisel, compositeur autrichien de musique classique (° 14 août 1894).
- 19 novembre : Gustave Gagnon, organiste, pianiste, compositeur et professeur de musique québécois (° 6 novembre 1842).
- 23 novembre : Lynnwood Farnam, organiste et pédagogue canadien (° 13 janvier 1885).
- 17 décembre : Peter Warlock, compositeur et critique musical britannique (° 30 octobre 1894).
- 20 décembre : Hermann Dostal, compositeur autrichien (° 6 avril 1874).
- 24 décembre : Oskar Nedbal, chef d'orchestre, altiste et compositeur tchèque (° 26 mars 1874).
- 27 décembre : Fritz Bach, compositeur, organiste et enseignant vaudois (3 juin 1881).

Date indéterminée